# Borneoblomsterpickare
Borneoblomsterpickare (Prionochilus xanthopygius) är en fågel i familjen blomsterpickare inom ordningen tättingar.

## Utseende
Borneoblomsterpickaren är en mycket färgglad liten fågel med gul övergump. Hanen är blå ovan och gul under, med ett smalt rött område högst upp på hjässan och orange anstrykning på bröstet. Honan har grått huvud, vit strupe, olivgula vingar och gul undersida som är något mattare än hanens. Arten är lik karmosinbröstad blomsterpickare, men saknar dennas vita mustaschstreck.

## Utbredning och systematik
Fågeln förekommer i låglänta områden på Borneo, med enskilda observationer från Bungarun (norra Natunaöarna). Den behandlas som monotypisk, det vill säga att den inte delas in i några underarter.

## Status
Arten har ett stort utbredningsområde och beståndet anses stabilt. Internationella naturvårdsunionen IUCN listar den därför som livskraftig (LC).